# Жиф сир Ивет
Жиф сир Ивет (фр. Gif-sur-Yvette) насеље је и општина у Француској у Париском региону, у департману Есон која припада префектури Палесо.
По подацима из 2011. године у општини је живело 20.622 становника, а густина насељености је износила 1 841,7 становника/km². Општина се простире на површини од 11,60 km². Налази се на средњој надморској висини од 61 метар (максималној 172 m, а минималној 57 m).

## Демографија
| 1962. | 1968. | 1975.  | 1982.  | 1990.  | 1999.  | 2011.  |
| ----- | ----- | ------ | ------ | ------ | ------ | ------ |
| 4.058 | 7.298 | 12.945 | 17.166 | 19.754 | 21.364 | 20.622 |

График промене броја становника у току последњих година